# NGC 6036
NGC 6036 is een spiraalvormig sterrenstelsel in het sterrenbeeld Slang. Het hemelobject werd op 23 juli 1864 ontdekt door de Duitse astronoom Albert Marth.

## Synoniemen
- UGC 10163
- MCG 1-41-10
- ZWG 51.32
- KCPG 480B
- IRAS 16020+0400
- PGC 56950